# Лях Павло Сергійович
Павло Сергійович Лях (біл. Лях Павел Сяргеевіч; нар. 6 липня 1992, Гродно) — білоруський борець греко-римського стилю, чемпіон світу серед студентів, срібний призер чемпіонату Європи. Майстер спорту Білорусі міжнародного класу з греко-римської боротьби.

## Життєпис
Боротьбою почав займатися з 2004 року.
Виступає за команду Школи вищої спортивної майстерності, Гродно. Тренер — Іван Чечко. Чемпіон Білорусі у віковій категорії до 23 років (2015). Чемпіон Білорусі серед дорослих 2014, 2016 та 2017 років.
Навчався на факультеты історії, комунікації та туризму Гродненського державного університету імені Янки Купали.

## Спортивні результати на міжнародних змаганнях

### Виступи на Чемпіонатах світу
| Змагання                        | Збірна   | Вагова категорія                 | Місце |
| ------------------------------- | -------- | -------------------------------- | ----- |
| Чемпіонат світу з боротьби 2016 | Білорусь | греко-римська боротьба, до 71 кг | 9     |
| Чемпіонат світу з боротьби 2017 | Білорусь | греко-римська боротьба, до 71 кг | 13    |
| Чемпіонат світу з боротьби 2018 | Білорусь | греко-римська боротьба, до 72 кг | 23    |
| Чемпіонат світу з боротьби 2019 | Білорусь | греко-римська боротьба, до 77 кг | 9     |

### Виступи на Чемпіонатах Європи
| Змагання                         | Збірна   | Вагова категорія                 | Місце  |
| -------------------------------- | -------- | -------------------------------- | ------ |
| Чемпіонат Європи з боротьби 2016 | Білорусь | греко-римська боротьба, до 71 кг | 21     |
| Чемпіонат Європи з боротьби 2017 | Білорусь | греко-римська боротьба, до 71 кг | Срібло |
| Чемпіонат Європи з боротьби 2019 | Білорусь | греко-римська боротьба, до 77 кг | 19     |
| Чемпіонат Європи з боротьби 2020 | Білорусь | греко-римська боротьба, до 77 кг | 8      |

### Виступи на Європейських іграх
| Змагання              | Збірна   | Вагова категорія                 | Місце |
| --------------------- | -------- | -------------------------------- | ----- |
| Європейські ігри 2015 | Білорусь | греко-римська боротьба, до 71 кг | 8     |
| Європейські ігри 2019 | Білорусь | греко-римська боротьба, до 77 кг | 8     |

### Виступи на Кубках світу
| Змагання                    | Збірна   | Вагова категорія                 | Місце |
| --------------------------- | -------- | -------------------------------- | ----- |
| Кубок світу з боротьби 2016 | Білорусь | греко-римська боротьба, до 71 кг | 5     |
| Кубок світу з боротьби 2017 | Білорусь | греко-римська боротьба, до 71 кг | 8     |

### Виступи на інших змаганнях
| Змагання                                                         | Збірна   | Вагова категорія                 | Місце  |
| ---------------------------------------------------------------- | -------- | -------------------------------- | ------ |
| Турнір Івана Піддубного 2013                                     | Білорусь | греко-римська боротьба, до 66 кг | 18     |
| Кубок Владислава Пітласинські 2013                               | Білорусь | греко-римська боротьба, до 66 кг | 17     |
| Турнір Івана Піддубного 2014                                     | Білорусь | греко-римська боротьба, до 66 кг | 13     |
| Гран-прі Німеччини з боротьби 2014                               | Білорусь | греко-римська боротьба, до 71 кг | Бронза |
| Меморіал Олега Караваєва 2014                                    | Білорусь | греко-римська боротьба, до 71 кг | Бронза |
| Гран-прі FILA 2015                                               | Білорусь | греко-римська боротьба, до 66 кг | 10     |
| Кубок Владислава Пітласинські 2015                               | Білорусь | греко-римська боротьба, до 66 кг | 14     |
| Кубок Алроси 2015                                                | Білорусь | греко-римська боротьба, до 71 кг | Бронза |
| Меморіал Олега Караваєва 2015                                    | Білорусь | греко-римська боротьба, до 71 кг | Срібло |
| Турнір Івана Піддубного 2016                                     | Білорусь | греко-римська боротьба, до 71 кг | 5      |
| Гран-прі Угорщини з боротьби 2016                                | Білорусь | греко-римська боротьба, до 66 кг | 19     |
| Олімпійський кваліфікаційний турнір з боротьби 2016 (Улан-Батор) | Білорусь | греко-римська боротьба, до 66 кг | 5      |
| Олімпійський кваліфікаційний турнір з боротьби 2016 (Стамбул)    | Білорусь | греко-римська боротьба, до 66 кг | 7      |
| Чемпіонат світу з боротьби серед студентів 2016                  | Білорусь | греко-римська боротьба, до 71 кг | Золото |
| Меморіал Олега Караваєва 2016                                    | Білорусь | команда                          | Золото |
| Турнір Вехбі Емре і Гаміта Каплана 2017                          | Білорусь | греко-римська боротьба, до 71 кг | 17     |
| Кубок Владислава Пітласинські 2017                               | Білорусь | греко-римська боротьба, до 71 кг | 9      |
| Гран-прі Німеччини з боротьби 2018                               | Білорусь | греко-римська боротьба, до 72 кг | Бронза |
| Меморіал Олега Караваєва 2018                                    | Білорусь | греко-римська боротьба, до 72 кг | 18     |
| Турнір Вехбі Емре і Гаміта Каплана 2019                          | Білорусь | греко-римська боротьба, до 77 кг | 5      |
| Гран-прі Угорщини з боротьби 2019                                | Білорусь | греко-римська боротьба, до 77 кг | 5      |
| Меморіал Олега Караваєва 2019                                    | Білорусь | греко-римська боротьба, до 77 кг | Золото |

### Виступи на змаганнях молодших вікових груп
| Змагання                                       | Збірна   | Вагова категорія                 | Місце |
| ---------------------------------------------- | -------- | -------------------------------- | ----- |
| Чемпіонат Європи з боротьби серед кадетів 2007 | Білорусь | греко-римська боротьба, до 42 кг | 10    |
| Чемпіонат Європи з боротьби до 23 років 2015   | Білорусь | греко-римська боротьба, до 66 кг | 14    |